# Bolsa de Valores do Porto
Die Bolsa de Valores do Porto (BVP, portugiesisch für: Wertpapierbörse von Porto) war die Wertpapierbörse der Stadt Porto im Norden Portugals. Die Börse wurde 1891 gegründet und war in dem ab 1842 errichteten Palácio da Bolsa untergebracht.
Im Jahr 1999 wurde die BVP mit der ältesten und größten Wertpapierbörse Portugals, die 1769 gegründete Bolsa de Valores de Lisboa (BVL) in der Hauptstadt Lissabon, zusammengefasst und 2002 in den Börsenverbund Euronext integriert. Seither ist sie Teil der Euronext Lisboa und beherbergt einige ihrer technischen, administrativen und Entwicklungs-Abteilungen, während der Wertpapierhandel heute vollständig am Standort Lissabon stattfindet.

## Geschichte

### Vorgeschichte

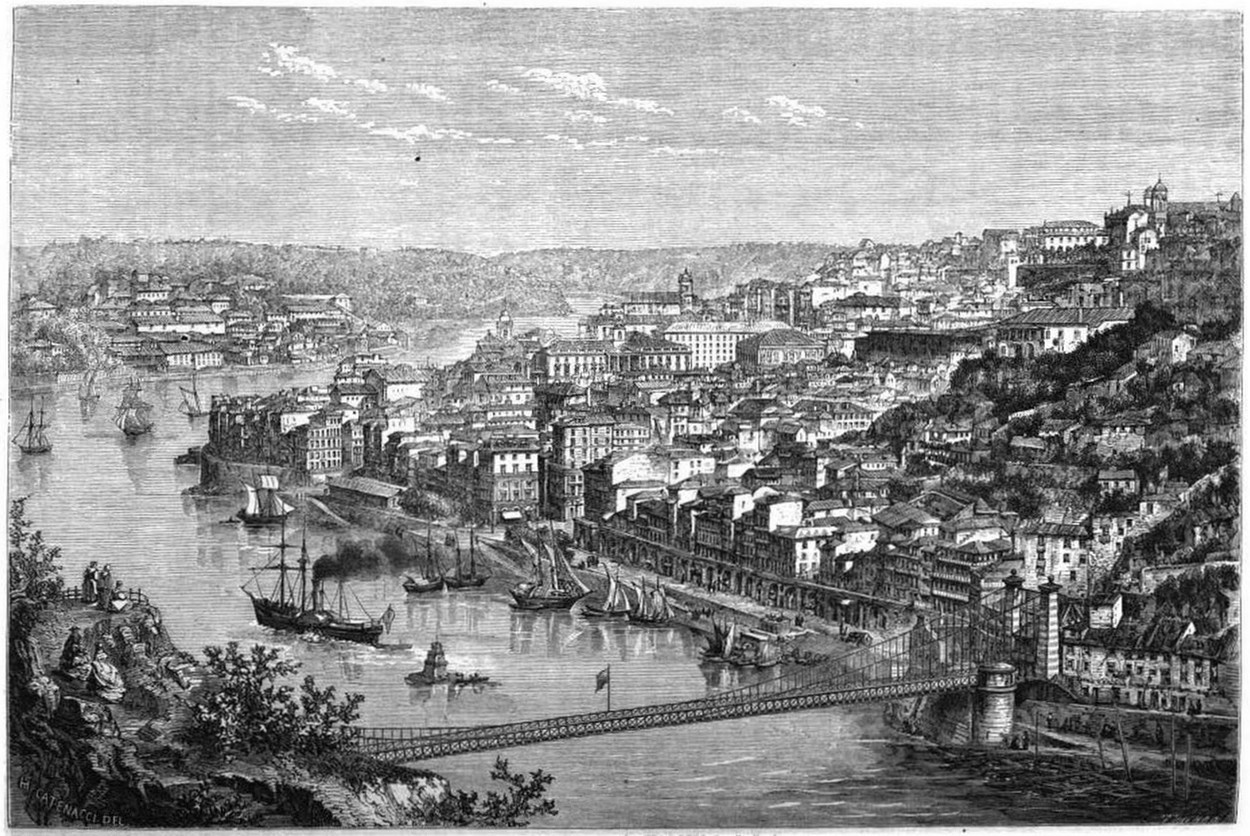
Porto 1861: seit dem 18. Jh. wurde die Handelsstadt immer wohlhabender und bildete insbesondere im 19. Jh. ein einflussreiches Bürgertum aus.

Nach der Konsolidierung des ab 1140 unabhängig gewordenen Königreich Portugal entwickelte sich insbesondere Lissabon zu einem wachsenden, zunehmenden internationalen Handelsplatz, mit einer ersten, 1293 gesetzlich geregelten Handelsbörse. Porto entwickelte sich daneben ebenfalls als wichtiger Hafen des portugiesischen Fernhandels, der vor allem mit Flandern, der niederländischen Republik, Frankreich und Portugals ältestem Verbündeten England abgewickelt wurde.
Im Verlauf des folgenden Aufstiegs des Portugiesischen Kolonialreichs zum ersten globusumspannenden Weltreich der Geschichte wuchs auch die Bedeutung Portos als internationaler Handelsplatz. Gleichwohl blieb Lissabon die wichtigste Handels- und Machtmetropole des Landes, und 1769 entstand dort die erste Wertpapierbörse im Land.
Die Einrichtung des Alto Douro 1756 als erste Weinbauregion der Welt mit geschützter Herkunftsbezeichnung ließ die Bedeutung Portos aber immer stärker wachsen, wo viel Wein und vor allem der hier exklusiv gehandelte Portwein für immer zahlreichere internationale Handelsniederlassungen sorgte. Zudem war die Stadt das logistische, administrative und kulturelle Zentrum einer Region, in der im Verlauf des 19. Jahrhunderts die Industrialisierung im portugiesischen Vergleich besonders stark verlief und Porto dadurch ein wohlhabendes und besonders einflussreiches Bürgertum entwickelte.
Bereits in den Reformen nach der Liberalen Revolution 1822 waren 1833 und 1837 erste moderne Rechtsrahmen für Börsen und Makler in Portugal festgelegt worden, bevor das Handelsgesetzbuch 1888 (Código Comercial Português, von Justizminister Veiga Beirão) und das 1889 verabschiedete Regelwerk für Börsen (Regulamento das Bolsas), mit dem erstmals Termingeschäfte rechtssicher genau geregelt wurden, weitere wichtige Wegmarken der Entwicklung des Wertpapierhandels in Portugal wurden. Im Januar 1891 wurde aus dem Kreis der Handelskammer Associação Comercial do Porto die Bolsa de Valores do Porto (BVP) als erste moderne Wertpapierbörse in Portugal gegründet (erst 1901 folgte mit der Bolsa de Valores de Lisboa (BVL) die Börsen-Neugründung in der Hauptstadt).

### Seit Gründung 1891

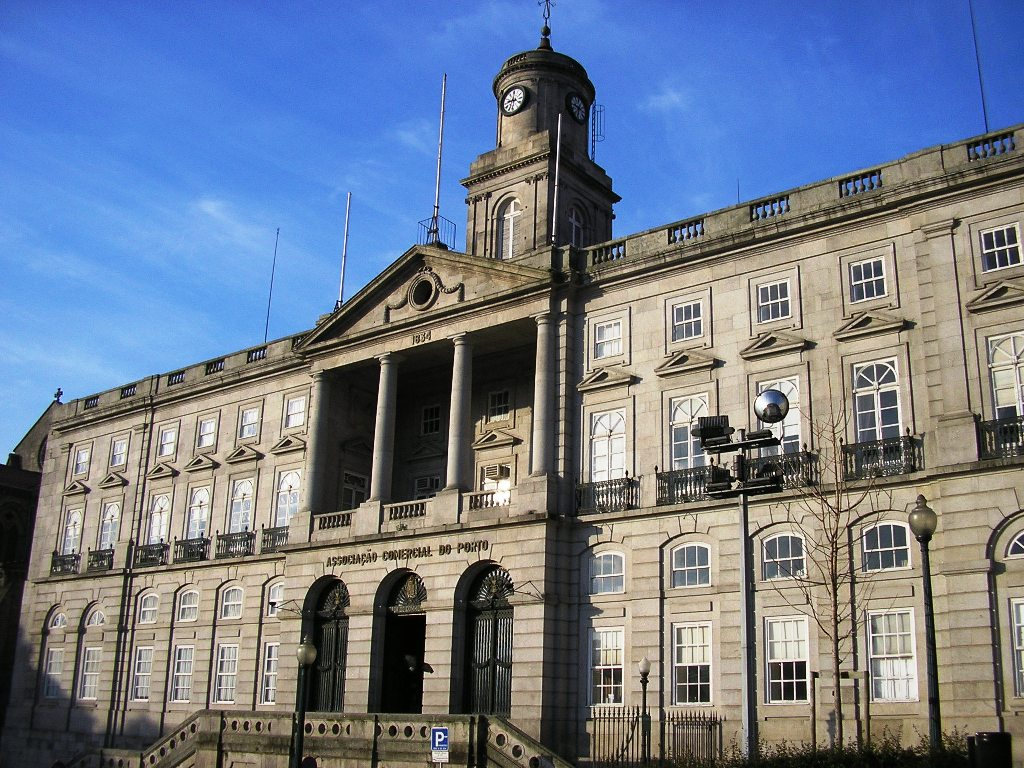
Der Palácio da Bolsa, seit Börsengründung 1891 Sitz der BVP.

Schon im Gründungsjahr 1891 erlitt Portugal dann seine erste moderne Finanzkrise, die beide Börsen erschütterte. In der Folge wurden am 10. Oktober 1901 zwei Gesetze erlassen, das Regimento do Ofício do Corretor zur Regulierung der Maklertätigkeit, und das Regulamento de Bolsa, in dem den rechtlichen Besonderheiten der Wertpapierbörse Rechnung getragen wurde. Die Gesetze enthielten umfangreiche Regeln, Transparenzvorschriften und Definitionen, die bei allen politischen Veränderungen weitgehend unverändert bis 1974 bestehen bleiben sollten. Allerdings registrierten die beiden portugiesischen Börsen in diesen Jahrzehnten gleichermaßen wenig Bewegung, da nur vergleichsweise wenige Aktien in den freien Handel kamen, darunter vor allem einige Banken und Gas-, Strom- und Wasserversorger oder auch Companhias coloniais, Handelsgesellschaften in den portugiesischen Überseegebieten. Lediglich in der Zeit nach dem Ersten Weltkrieg (1914–1918) und vor der Weltwirtschaftskrise 1929 verzeichnete vor allem die Lissabonner Börse zwischenzeitlich einige Entwicklung, und nochmals zwischen 1932 (durch das neu entstandene, semi-faschistische Estado-Novo-Regime) und der Wirtschaftskrise des Regimes 1948.
Im Rahmen der wirtschaftlichen Entwicklung Portugals in den 1960er und frühen 1970er Jahren erlebten zwar auch die bisher weitgehend bewegungslosen Börsen in Porto und Lissabon eine Wiederbelebung, doch sorgten die veralteten Strukturen für Probleme bei der Realisierung der nun wachsenden Transaktionen und der entsprechend anschwellenden Kapitalflüsse, und die Ölkrise 1973 belastete zusätzlich die Wirtschaft. Ein neues gesetzliches Regelwerk im Januar 1974 versuchte die Mängel zu beheben. Am 25. April 1974 erfolgte dann die tiefgreifende Nelkenrevolution, die das rückwärtsgewandte autoritäre Regime beendete, und auch in der Wirtschaftspolitik tiefe Veränderungen mit sich brachte (Ende Kolonialkrieg, Flüchtlingswelle der Retornados aus den bisherigen Kolonien) und zunächst für einen starken wirtschaftlichen Rückgang sorgte. Beide Börsen stellten umgehend ihren Betrieb ein, auch weil die linksgerichteten Revolutionäre anfänglich einen sozialistischen Umbau anstrebten und den Aktienhandel danach aussetzten und die Verstaatlichung großer strategischer Unternehmen in Angriff nahmen. Nachdem sich die bürgerlichen Kräfte in der Revolution zunehmend durchsetzten und Portugal sich nun endgültig westlich orientierte, nahm die Lissabonner Börse ihren Betrieb in zwei Schritten 1976 (Anleihehandel) und 1977 (Aktienhandel) wieder auf, die Börse in Porto öffnete erst am 2. Januar 1981 wieder.
Die Börse in Porto, vor allem aber die Lissabonner Börse profitierte in den 1980er und 1990er Jahren von der teils rasanten wirtschaftlichen Entwicklung Portugals (EWG-Beitritt Portugals 1986, Privatisierungswellen mit zahlreichen Börsengängen). Waren es anfangs vor allem ausländische Investoren, traten jetzt verstärkt auch einheimische Banken in den Markt ein, aber auch einzelne Unternehmer wandten sich verstärkt der Börse zu und stiegen zu bedeutenden Investoren auf, darunter der in Porto ansässige Unternehmer Belmiro de Azevedo, der als der geschickteste Investor Portugals an der Börse galt. Er selbst hatte bereits 1984 seine Unternehmen Sonae und Novopan an die Börse Porto gebracht, 1985 war dort sein Unternehmen Orbitur gefolgt, bis 1988 schließlich 15 seiner Unternehmen an den Börsen in Portugal gehandelt wurden. Auch die beiden portugiesischen Börsen selbst wurden nun privatisiert: gehörten sie bislang dem portugiesischen Staat, so kamen sie im Zuge des Börsengesetzes vom 10. April 1991 in den Besitz der jeweils eigenen, mutualistisch organisierten Betreibergesellschaft Associação da Bolsa de Valores do Porto bzw. Associação da Bolsa de Valores de Lisboa, neben ausgeweiteten Regelungen zu Transparenz und Informationspflichten und gegen Insiderhandel und Marktmanipulationen. Auch die Schaffung der eigenständigen Börsenaufsicht Comissão do Mercado de Valores Mobiliários (CMVM) war Teil des Gesetzes.

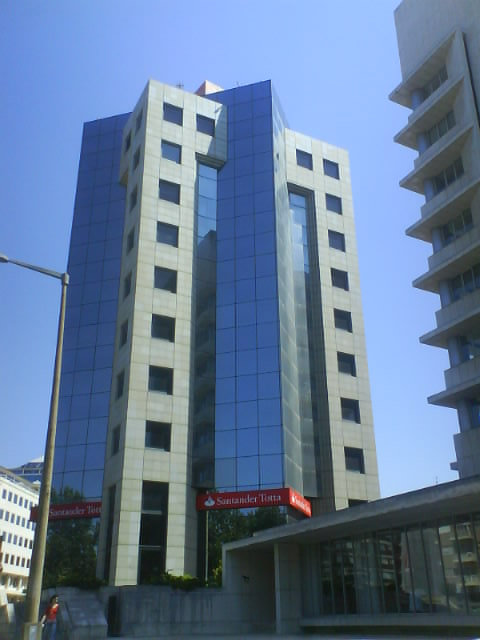
Die Avenida da Boavista im Stadtviertel Boavista, links das Bankhaus Totta (Santander Totta), rechts das Euronext Tech Center Porto, Sitz der Nachfolge-einrichtungen der Börse von Porto.

### Umbau seit 1993
Lissabon war nun uneingeschränkter Handelsplatz des in den 1990er Jahren boomenden Aktienmarktes in Portugal, während man sich in Porto auf andere Märkte verlegte. 1993 beantragte die Börse von Porto bei der Börsenaufsicht CMVM eine Zulassung für einen Markt für Terminkontrakte und Optionen, und zwischen den beiden portugiesischen Börsen wurde eine Aufgabenteilung vereinbart, aus der später die Umbenennung der Bolsa de Valores do Porto in Bolsa de Derivados do Porto, portugiesisch für Derivate-Börse von Porto, folgte. Am 13. November 1999 wurde ein neues Börsengesetz verabschiedet, das neben einer Reihe rechtlicher, fiskalischer und organisatorischer Anpassungen an europäische Entwicklungen auch eine neue Gesellschaftsform für die beiden Börsen beschloss. Ihre beiden Betreibergesellschaften wurden damit in der BVLP - Sociedade Gestora de Mercados Regulamentados, S.A. (portugiesisch für: Verwaltungsgesellschaft für regulierte Märkte, S.A.) zu einer Aktiengesellschaft zusammengefasst, womit die gemeinsame Börse Bolsa de Valores de Lisboa e Porto (BVLP) geschaffen wurde.
Im Jahr 2002 wurde die BVLP dem Börsenverbund Euronext unter der neuen Bezeichnung Euronext Lisboa angegliedert, in dem die Euronext B.V. die Aktien der BVLP erwarb. Seither wird an der Börse in Lissabon der eigentliche Handel abgewickelt, während die Euronext am Standort Porto ihre Abteilungen für CSD-Verwaltung und europäische und portugiesische Aufsichtsthemen (Euronext Securities) und für Sicherheit und Innovation (Porto Technology Centre) führt.